# Exsurge Domine

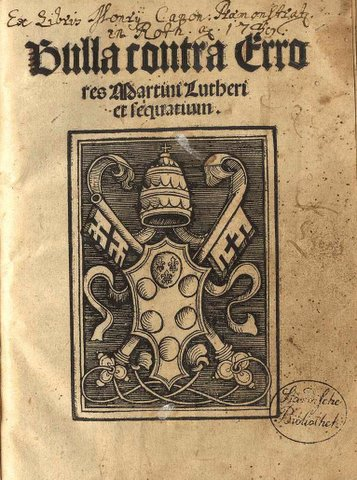
Titelblatt der Erstausgabe der „Exsurge Domine“

Exsurge Domine („Erhebe dich, Herr“) ist der Name der päpstlichen Bannandrohungsbulle, die am 15. Juni 1520 von Papst Leo X. als Antwort auf Martin Luthers 95 Thesen verabschiedet wurde.

## Inhalt der Bulle
Die Bulle trägt ihren Namen nach den Anfangsworten, die dem Buch der Psalmen (Ps 73,22 ) entlehnt sind. Sie fährt fort mit einer Anrufung Gottes gegen die wilden Tiere, die den Weinberg des Herrn, d. h. die Kirche, zerstören. Ohne Namen zu nennen, heißt es weiter, in Deutschland seien Irrtümer aufgekommen, die „teils schon früher […] verurteilt wurden, teils häretisch, falsch, ärgerlich, für fromme Ohren beleidigend oder für einfache Gemüter verführerisch“ seien.
Die Bulle listet sodann 41 Sätze auf, bis auf eine sinngemäße Wiedergabe sind es wörtliche Zitate aus Luthers Schriften. Argumente für ihre Verwerfung werden nicht genannt. Die Anordnung ist nicht streng systematisch, doch lassen sich folgende thematische Blöcke erkennen:
- Sakrament der Buße,
- Eucharistie und Laienkelch,
- Kirchenschatz, Ablässe und Bann,
- Schlüssel- und Lehrgewalt des Papstes, Konzilien,
- Gute Werke
- Ketzerverbrennung
- Türkenkrieg
- Freier Wille
- Fegefeuer
- Bettelwesen.

Ob alle Sätze Luthers nach Meinung der Verfasser häretisch waren oder nur anstößig klangen, blieb in der Schwebe. Aber alle angeführten Sätze wurden verdammt, d. h. niemand durfte sie bejahen oder vertreten. Schriften Luthers, in denen sie enthalten sind, durfte man nicht lesen, besitzen oder aufbewahren; sie sollten verbrannt werden.
Luther wurde aufgefordert, seinen Irrtümern binnen 60 Tagen zu entsagen und einen Widerruf nach Rom zu übersenden, bzw. selbst nach Rom zu kommen (wofür ihm freies Geleit zugesagt wurde) und dort zu widerrufen. Sollte Luther nicht widerrufen, würden auch diejenigen seiner Schriften, die keinen der gelisteten Sätze enthalten, eingezogen und verbrannt.
Nach Ablauf der Frist war jedermann der Umgang mit Luther verboten. Er sollte verhaftet und nach Rom ausgeliefert werden. Ein Ort, an dem er sich drei Tage aufhielt, sollte dem Interdikt verfallen.

## Luthers Reaktion
Luther reagierte mit der auf Anregung Karl von Miltitz’ entstandenen Schrift Von der Freyheith eines Christenmenschen samt einem Sendbrief an Papst Leo X. aus dem Oktober 1520 (rückdatiert auf September 1520). Darin verteidigt Luther die Freiheit des Wortes Gottes:

„Darüber hinaus kann ich nicht dulden Regel oder Maß, die Schrift auszulegen, dieweil das Wort Gottes, das alle Freiheit lehret, nicht soll noch muss gefangen sein.“

Am 10. Dezember 1520, nach Ablauf der Widerrufsfrist, verbrannte Luther sein (gedrucktes) Exemplar der Bulle – als Reaktion auf die Verbrennung seiner eigenen Werke durch Vertreter der Kirche – öffentlich. Die römische Kurie antwortete am 3. Januar 1521 mit der endgültigen Exkommunikation Luthers durch die Bannbulle Decet Romanum Pontificem.

## Originalausfertigungen
Insgesamt wurden wohl vier Exemplare der Bannandrohungsbulle ausgefertigt. Drei davon sind noch erhalten: Eines im Sächsischen Hauptstaatsarchiv in Dresden, ein weiteres im Stuttgarter Hauptstaatsarchiv und ein drittes im Wiener Staatsarchiv. Ein weiteres Exemplar gilt als verloren. In den vatikanischen Registern ist naturgemäß nur eine Kopie des Dokuments sowie ein Eintrag über die Bulle überliefert.

### Digitalisate der Originale
- Hauptstaatsarchiv Dresden, 10001 Ältere Urkunden,  HStAD, 10001, Nr. 10277, r-v (Digitalisat) mit Transkription
- Hauptstaatsarchiv Stuttgart, A 124 U 5 (Digitalisat)
- Haus-, Hof- und Staatsarchiv Wien, AUR 1520 VI 15 (Digitalisat) Dieses Exemplar wurde 2016 in die Liste des österreichischen nationalen Dokumentenerbes (Memory of Austria) aufgenommen.